# Fönesjön
Fönesjön är en sjö i Ljusdals kommun i Hälsingland och ingår i Ljusnans huvudavrinningsområde. Sjön har en area på 0,146 kvadratkilometer och ligger 171 meter över havet. Sjön avvattnas av vattendraget Kullran.

## Delavrinningsområde
Fönesjön ingår i det delavrinningsområde (685832-150256) som SMHI kallar för Mynnar i Holån. Medelhöjden är 218 meter över havet och ytan är 6,82 kvadratkilometer. Räknas de 2 avrinningsområdena uppströms in blir den ackumulerade arean 10,63 kvadratkilometer. Kullran som avvattnar avrinningsområdet har biflödesordning 3, vilket innebär att vattnet flödar genom totalt 3 vattendrag innan det når havet efter 138 kilometer. Avrinningsområdet består mestadels av skog (67 procent) och jordbruk (17 procent). Avrinningsområdet har 0,14 kvadratkilometer vattenytor vilket ger det en sjöprocent på 2,1 procent.